# Sālote Lupepauʻu
Sālote Lupepauʻu, född 1811, död 1889, var drottning av Tonga 1845–1889. Hon var gift med kung George Tupou I av Tonga. 
Hon tillhörde en hög kast ur hövdingaklassen. Hon var ursprungligen gift med Fatafehi Laufilitonga, innehavaren av titeln Tui'Tonga. Hon rymde med den senare George Tupou I efter slaget vid Velata 1826. 
När kungen övergick till kristendomen och kristnade Tonga, lät kungaparet döpa sig och antog namnen George och Salote efter det brittiska kungaparet Georg III och drottning Charlotte. Kungen skilde sig från alla sina övriga hustrur, gjorde sina barn med dessa illegitima och gifte sig enligt kristen ritual med Sālote Lupepauʻu, som blev hans enda hustru och drottning. När hennes son avled 1862 blev dock hennes styvson legitimerad och utsedd till tronarvinge.